# Torneo Federal Femenino de Básquetbol 2016
El Torneo Federal Femenino de Básquetbol de 2016 fue la tercera edición del torneo nacional de clubes de básquet femenino de Argentina organizado por la CABB. Contó con veinticinco equipos y se jugó durante la primera mitad del año en una búsqueda del ente nacional para ayudar a la preparación de las jugadoras nacionales de cara al preolímpico femenino a disputarse a mediados de año.
El campeón del torneo fue Deportivo Berazategui, que venció en la final a Unión Florida y logró su primer título en esta competencia.

## Equipos participantes
| Club                               | Procedencia                        | Estadio                     | Capacidad |
| ---------------------------------- | ---------------------------------- | --------------------------- | --------- |
| Asociación Atlética Banda Norte    | Río Cuarto, Córdoba                | Estadio Banda Norte         | 1370      |
| Club Atlético Peñarol              | Mar del Plata, Buenos Aires        | Microestadio Domingo Robles | —         |
| Social y Deportivo                 | Santa Teresita, Buenos Aires       | —                           | —         |
| Club Ferro Carril Sud              | Olavarría, Buenos Aires            | —                           | —         |
| Club Atlético Rivadavia            | Necochea, Buenos Aires             | —                           | —         |
| Club Atlético Independiente        | Bahía Blanca, Buenos Aires         | Estadio Independiente       | 1500      |
| Club Atlético Talleres             | Paraná, Entre Ríos                 | Estadio de Talleres         | 300       |
| Club Atlético Estudiantes          | Paraná, Entre Ríos                 | —                           | —         |
| Club Tomás de Rocamora             | Concepción del Uruguay, Entre Ríos | Julio César Pacagnella      | 1000      |
| Club Unión                         | Goya, Entre Ríos                   | —                           | —         |
| San Lorenzo                        | Tostado, Santa Fe                  | —                           | —         |
| Libertad                           | Villa Trinidad, Santa Fe           | —                           | —         |
| Asociación Deportiva Hércules      | Charata, Chaco                     | —                           | —         |
| Club Sportivo Ben Hur              | Rafaela, Santa Fe                  | Estadio 17 de Junio         | 500       |
| Club Talleres R.P.B.               | Villa Gobernador Gálvez, Santa Fe  | —                           | —         |
| Club Social y Deportivo Santa Rosa | Santa Fe, Santa Fe                 | Estadio Juan Dandrea        | 250       |
| Club Atlético Ben Hur              | Rosario, Sante Fe                  | Estadio El Tala Club        | —         |
| Club Deportivo Libertad            | Sunchales, Santa Fe                | El Hogar de los Tigres      | 4000      |
| Racing                             | San Cristóbal, Santa Fe            | —                           | —         |
| Calle Angosta Mercedes Deportes    | Villa Mercedes, San Luis           | —                           | —         |
| Banco Mendoza                      | Mendoza, Mendoza                   | —                           | —         |
| Club Atlético Vélez Sarsfield      | Buenos Aires                       | —                           | —         |
| Club Unión Florida                 | Florida, Buenos Aires              | —                           | —         |
| Club Deportivo Berazategui         | Berazategui, Buenos Aires          | —                           | —         |
| Club Atlético Lanús                | Lanús, Buenos Aires                | —                           | —         |

## Modo de disputa
El torneo está dividido en cuatro fases. Durante las primeras dos fases solo intervienen 21 equipos, todos salvo los cuatro representantes de FEBAMBA, ente que rige el básquet en Capital Federal y alrededores.
Primera fase
Según la cercanía geográfica, los equipos son divididos en zonas. Una zona cuenta con cinco equipos, otra con cuatro, y las restantes cuatro zonas cuentan con tres equipos cada una. En cada zona se disputa de manera distinta la clasificación a la siguiente fase. Avanzan los primeros de cada grupo, el segundo del grupo con cinco equipos, y el mejor segundo del resto de los grupos. Para equiparar la zona de cuatro con las restantes, al segundo de esa zona no se le toma en cuenta los partidos jugados ante el peor equipo.
Segunda fase
Los ocho clasificados se dividen en dos grupos. Cada sede es licitada. Los dos mejores de cada grupo avanzan de fase.
Tercera fase
Los cuatro equipos que avanzaron se agrupan y disputan un cuadrangular. Paralelamente, los cuatro equipos de FEBAMBA disputan otro cuadrangular. Los dos mejores de cada zona avanzan al Final Four.
Final Four
Los cuatro equipos clasificados se emparejan tal que el primero de una zona se enfrente al segundo de la otra. Esos enfrentamientos son las semifinales, donde los ganadores avanzan a la final, mientras que los perdedores disputan el tercer puesto.

## Primera fase

### Zona 1
| Equipo                              | Pts | PJ | PG | PP |
| ----------------------------------- | --- | -- | -- | -- |
| Peñarol                             | 16  | 8  | 8  | 0  |
| Independiente (Bahía Blanca)        | 14  | 8  | 6  | 2  |
| Ferro Carril Sud (Olavarría)        | 11  | 8  | 3  | 5  |
| Rivadavia (Necochea)                | 11  | 8  | 3  | 5  |
| Social y Deportivo (Santa Teresita) | 8   | 8  | 0  | 8  |

|  | Avanza de fase. |

| Rivadavia          | 41 - 84 | Peñarol            | 29 de abril |
| Ferrocarril Sud    | 52 - 77 | Independiente (BB) | 29 de abril |
| Santa Teresita     | 35 - 62 | Rivadavia          | 30 de abril |
| Peñarol            | 50 - 33 | Independiente (BB) | 30 de abril |
| Ferrocarril Sud    | 89 - 36 | Santa Teresita     | 30 de abril |
| Independiente (BB) | 91 - 59 | Rivadavia          | 30 de abril |
| Santa Teresita     | 33 - 86 | Peñarol            | 1 de mayo   |
| Rivadavia          | 46 - 43 | Ferrocarril Sud    | 1 de mayo   |
| Independiente (BB) | 65 - 27 | Santa Teresita     | 1 de mayo   |
| Ferrocarril Sud    | 47 - 77 | Peñarol            | 1 de mayo   |

| Rivadavia          | 45 - 74 | Peñarol            | 6 de mayo |
| Ferrocarril Sud    | 41 - 65 | Independiente (BB) | 6 de mayo |
| Santa Teresita     | 41 - 51 | Rivadavia          | 7 de mayo |
| Peñarol            | 81 - 51 | Independiente (BB) | 7 de mayo |
| Ferrocarril Sud    | 60 - 37 | Santa Teresita     | 7 de mayo |
| Independiente (BB) | 67 - 56 | Rivadavia          | 7 de mayo |
| Independiente (BB) | 75 - 44 | Santa Teresita     | 8 de mayo |
| Ferrocarril Sud    | 34 - 80 | Peñarol            | 8 de mayo |
| Santa Teresita     | 21 - 79 | Peñarol            | 8 de mayo |
| Rivadavia          | 60 - 62 | Ferrocarril Sud    | 8 de mayo |

### Zona 2
| Equipo               | Pts | PJ | PG | PP |
| -------------------- | --- | -- | -- | -- |
| Talleres (Paraná)    | 12  | 6  | 6  | 0  |
| Estudiantes (Paraná) | 10  | 6  | 4  | 2  |
| Tomás de Rocamora    | 8   | 6  | 2  | 4  |
| Unión (Goya)         | 6   | 6  | 0  | 6  |

|  | Avanza de fase. |

| Estudiantes (P)   | 95 - 37 | Unión de Goya     | 29 de abril |
| Talleres (P)      | 82 - 41 | Tomás de Rocamora | 29 de abril |
| Estudiantes (P)   | 74 - 56 | Tomás de Rocamora | 30 de abril |
| Talleres (P)      | 78 - 51 | Unión de Goya     | 30 de abril |
| Tomás de Rocamora | 70 - 41 | Unión de Goya     | 1 de mayo   |
| Talleres (P)      | 58 - 34 | Estudiantes (P)   | 1 de mayo   |

| Estudiantes (P)   | 86 - 56 | Unión de Goya     | 6 de mayo |
| Talleres (P)      | 59 - 44 | Tomás de Rocamora | 6 de mayo |
| Estudiantes (P)   | 54 - 43 | Tomás de Rocamora | 7 de mayo |
| Talleres (P)      | 69 - 25 | Unión de Goya     | 7 de mayo |
| Tomás de Rocamora | 57 - 39 | Unión de Goya     | 8 de mayo |
| Talleres (P)      | 61 - 44 | Estudiantes (P)   | 8 de mayo |

### Zona 3
| Equipo                         | Pts | PJ | PG | PP |
| ------------------------------ | --- | -- | -- | -- |
| Banco Mendoza (Mendoza)        | 11  | 6  | 5  | 1  |
| Banda Norte (Río Cuarto)       | 10  | 6  | 4  | 2  |
| Calle Angosta (Villa Mercedes) | 6   | 6  | 0  | 6  |

|  | Avanza de fase. |

| Banda Norte            | 86 - 29 | Calle Angosta Mercedes | 22 de abril |
| Calle Angosta Mercedes | 54 - 84 | Banco Mendoza          | 23 de abril |
| Banco Mendoza          | 62 - 47 | Banda Norte            | 24 de abril |

| Banco Mendoza          | 83 - 42 | Calle Angosta Mercedes | 29 de abril |
| Calle Angosta Mercedes | 35 - 66 | Banda Norte            | 30 de abril |
| Banda Norte            | 71 - 63 | Banco Mendoza          | 1 de mayo   |

| Banda Norte            | 62 - 42 | Calle Angosta Mercedes | 6 de mayo |
| Banco Mendoza          | 55 - 50 | Banda Norte            | 7 de mayo |
| Calle Angosta Mercedes | 41 - 71 | Banda Norte            | 8 de mayo |

### Zona 4
| Equipo                    | Pts | PJ | PG | PP |
| ------------------------- | --- | -- | -- | -- |
| Libertad (Villa Trinidad) | 12  | 6  | 6  | 0  |
| Hércules (Charata)        | 9   | 6  | 3  | 3  |
| San Lorenzo (Tostado)     | 6   | 6  | 0  | 6  |

|  | Avanza de fase. |

| Hércules (Charata)      | 57 - 42 | San Lorenzo (Tostado)   | 22 de abril |
| San Lorenzo (Tostado)   | 41 - 58 | Libertad Villa Trinidad | 23 de abril |
| Libertad Villa Trinidad | 58 - 45 | Hércules (Charata)      | 24 de abril |

| San Lorenzo (Tostado)   | 41 - 63 | Libertad Villa Trinidad | 29 de abril |
| Libertad Villa Trinidad | 60 - 52 | Hércules (Charata)      | 30 de abril |
| Hércules (Charata)      | 58 - 45 | San Lorenzo (Tostado)   | 1 de mayo   |

| Hércules (Charata)      | 48 - 57 | Libertad Villa Trinidad | 6 de mayo |
| San Lorenzo (Tostado)   | 56 - 70 | Hércules (Charata)      | 7 de mayo |
| Libertad Villa Trinidad | 57 - 43 | San Lorenzo (Tostado)   | 8 de mayo |

### Zona 5
| Equipo                 | Pts | PJ | PG | PP |
| ---------------------- | --- | -- | -- | -- |
| Ben Hur (Rafaela)      | 11  | 6  | 5  | 1  |
| Libertad (Sunchales)   | 10  | 6  | 4  | 2  |
| Racing (San Cristóbal) | 6   | 6  | 0  | 6  |

|  | Avanza de fase. |

| Libertad (S)      | 61 - 41 | Ben Hur (Rafaela) | 22 de abril |
| Ben Hur (Rafaela) | 57 - 46 | Racing (SC)       | 23 de abril |
| Racing (SC)       | 46 - 70 | Libertad (S)      | 24 de abril |

| Ben Hur (Rafaela) | 67 - 53 | Racing (SC)  | 29 de abril |
| Ben Hur (Rafaela) | 46 - 42 | Libertad (S) | 30 de abril |
| Libertad (S)      | 75 - 51 | Racing (SC)  | 1 de mayo   |

| Racing (SC)       | 25 - 71 | Ben Hur (Rafaela) | 6 de mayo |
| Libertad (S)      | 61 - 40 | Racing (SC)       | 7 de mayo |
| Ben Hur (Rafaela) | 65 - 51 | Libertad (S)      | 8 de mayo |

### Zona 6
| Equipo                | Pts | PJ | PG | PP |
| --------------------- | --- | -- | -- | -- |
| Ben Hur (Rosario)     | 12  | 6  | 6  | 0  |
| Talleres R.P.B.       | 8   | 6  | 2  | 4  |
| Santa Rosa (Santa Fe) | 7   | 6  | 1  | 5  |

|  | Avanza de fase. |

| Ben Hur (Rosario) | 65 - 35 | Santa Rosa        | 22 de abril |
| Talleres RPB      | 59 - 82 | Ben Hur (Rosario) | 23 de abril |
| Santa Rosa        | 65 - 74 | Talleres RPB      | 24 de abril |

| Ben Hur (Rosario) | 58 - 41 | Santa Rosa   | 29 de abril |
| Talleres RPB      | 62 - 58 | Santa Rosa   | 30 de abril |
| Ben Hur (rosario) | 80 - 47 | Talleres RPB | 1 de mayo   |

| Ben Hur (Rosario) | 68 - 47 | Talleres RPB      | 6 de mayo |
| Santa Rosa        | 40 - 60 | Ben Hur (Rosario) | 7 de mayo |
| Talleres RPB      | 45 - 64 | Santa Rosa        | 8 de mayo |

### Definición del mejor segundo
| Zona | Equipo               | Pts | PG | PP | PF  | PC  | Dif |
| ---- | -------------------- | --- | -- | -- | --- | --- | --- |
| 3    | Banda Norte          | 10  | 4  | 2  | 382 | 286 | +96 |
| 5    | Libertad (Sunchales) | 10  | 4  | 2  | 360 | 289 | +71 |
| 4    | Hércules (Charata)   | 9   | 3  | 3  | 330 | 318 | +12 |
| 6    | Talleres RPB         | 8   | 2  | 4  | 334 | 417 | –83 |
| 2    | Estudiantes (Paraná) | 6   | 2  | 2  | 206 | 208 | –2  |

|  | Avanza de fase. |

## Segunda fase

### Zona A
| Equipo              | Pts | PJ | PG | PP |
| ------------------- | --- | -- | -- | -- |
| Ben Hur (Rafaela) 1 | 5   | 3  | 2  | 1  |
| Peñarol 1           | 5   | 3  | 2  | 1  |
| Banco Mendoza 1     | 5   | 3  | 2  | 1  |
| Banda Norte         | 3   | 3  | 0  | 3  |

|  | Avanza de fase. |

1: El desempate entre los tres equipos se resolvió a favor de Ben Hur y Peñarol por la diferencia de puntos.
| Banco Mendoza | 72 - 68 | Ben Hur (Rafaela) | 20 de mayo |
| Peñarol       | 62 - 50 | Banda Norte       | 20 de mayo |
| Banda Norte   | 56 - 64 | Ben Hur (Rafaela) | 21 de mayo |
| Peñarol       | 59 - 48 | Banco Mendoza     | 21 de mayo |
| Banda Norte   | 51 - 55 | Banco Mendoza     | 22 de mayo |
| Peñarol       | 33 - 47 | Ben Hur (Rafaela) | 22 de mayo |

### Zona B
| Equipo                       | Pts | PJ | PG | PP |
| ---------------------------- | --- | -- | -- | -- |
| Talleres (Paraná)            | 6   | 3  | 3  | 0  |
| Ben Hur (Rosario)            | 5   | 3  | 2  | 1  |
| Libertad (Villa Trinidad)    | 4   | 3  | 1  | 2  |
| Independiente (Bahía Blanca) | 3   | 3  | 0  | 3  |

|  | Avanza de fase. |

| Ben Hur (Rosario)  | 69 - 43  | Independiente (BB) | 20 de mayo |
| Talleres (P)       | 101 - 47 | Libertad (VT)      | 20 de mayo |
| Ben Hur (Rosario)  | 57 - 24  | Libertad (VT)      | 21 de mayo |
| Talleres (P)       | 71 - 33  | Independiente (BB) | 21 de mayo |
| Independiente (BB) | 44 - 65  | Libertad (VT)      | 22 de mayo |
| Talleres (P)       | 57 - 48  | Ben Hur (Rosario)  | 22 de mayo |

## Tercera fase

### Grupo A
| Equipo              | Pts | PJ | PG | PP |
| ------------------- | --- | -- | -- | -- |
| Ben Hur (Rosario)   | 6   | 3  | 3  | 0  |
| Peñarol 1           | 4   | 3  | 1  | 2  |
| Talleres (Paraná) 1 | 4   | 3  | 1  | 2  |
| Ben Hur (Rafaela) 1 | 4   | 3  | 1  | 2  |

|  | Avanza de fase. |

1: El desempate entre Peñarol de Mar del Plata, Talleres de Paraná y Ben Hur de Rafaela se resolvió por la diferencia de puntos entre los tres equipos empatados.
| Ben Hur (Rafaela) | 56 - 68 | Talleres (P)      | 27 de mayo |
| Peñarol           | 59 - 69 | Ben Hur (Rosario) | 27 de mayo |
| Talleres (P)      | 49 - 59 | Ben Hur (Rosario) | 28 de mayo |
| Peñarol           | 47 - 53 | Ben Hur (Rafaela) | 28 de mayo |
| Ben Hur (Rosario) | 62 - 54 | Ben Hur (Rafaela) | 29 de mayo |
| Peñarol           | 77 - 57 | Talleres (P)      | 29 de mayo |

### Grupo B
| Equipo                | Pts | PJ | PG | PP |
| --------------------- | --- | -- | -- | -- |
| Unión Florida         | 6   | 3  | 3  | 0  |
| Deportivo Berazategui | 5   | 3  | 2  | 1  |
| Vélez Sarsfield       | 4   | 3  | 1  | 2  |
| Atlético Lanús        | 3   | 3  | 0  | 3  |

|  | Avanza de fase. |

| Vélez Sarsfield       | 37 - 55 | Deportivo Berazategui | 27 de mayo |
| Unión Florida         | 75 - 69 | Atlético Lanús        | 27 de mayo |
| Unión Florida         | 73 - 65 | Vélez Sarsfield       | 28 de mayo |
| Atlético Lanús        | 69 - 75 | Deportivo Berazategui | 28 de mayo |
| Vélez Sarsfield       | 65 - 56 | Atlético Lanús        | 29 de mayo |
| Deportivo Berazategui | 49 - 57 | Unión Florida         | 29 de mayo |

## Final four
|  | Semifinales           | Semifinales |               |                       | Final | Final |  |
|  |                       |             |               |                       |       |       |  |
|  |                       |             |               |                       |       |       |  |
|  | Ben Hur (Rosario)     | 38          |               |                       |       |       |  |
|  | Ben Hur (Rosario)     | 38          |               |                       |       |       |  |
|  | Deportivo Berazategui | 61          |               |                       |       |       |  |
|  | Deportivo Berazategui | 61          |               | Deportivo Berazategui | 64    |       |  |
|  |                       |             |               | Deportivo Berazategui | 64    |       |  |
|  |                       |             | Unión Florida | 51                    |       |       |  |
|  | Unión Florida         | 85          | Unión Florida | 51                    |       |       |  |
|  | Unión Florida         | 85          |               |                       |       |       |  |
|  | Peñarol               | 47          |               |                       |       |       |  |
|  | Peñarol               | 47          |               |                       |       |       |  |
|  |                       |             |               |                       |       |       |  |

### Semifinales
| 4 de junio, 17:00 | Ben Hur (Rosario)                                               | 38–61                | Deportivo Berazategui                                                               | Ciudad de Buenos Aires                                                               |  |
|                   | Parciales: 14 - 15, 11 - 16, 6 - 10, 7 - 20                     |                      |                                                                                     |                                                                                      |  |
|                   | Estadísticas Noelia Robledo 11 Paula Budini 17 Iliana Sánchez 3 | Reporte Pts Reb Asts | Estadísticas 14 Luciana Delabarba 7 Agustina Leiva y Luciana Zinna 5 Sofía Castillo | Pabellón: CeNARD Árbitros: * Ezequiel Macías * Virginia Peruchini * Georgina Larrosa |  |

| 4 de junio, 19:00 | Unión Florida                                                      | 85–47                | Peñarol                                                                                            | Ciudad de Buenos Aires                                                       |  |
|                   | Parciales: 22 - 9, 21 - 8, 21 - 15, 21 - 15                        |                      | |                                                                              |  |
|                   | Estadísticas Carla Miculka 13 Carla Miculka 8 Florencia Martínez 5 | Reporte Pts Reb Asts | Estadísticas 13 Celeste Selent 7 Celeste Selent y Tamara Dell Olio 3 Celeste Selent y Muriel Sauan | Pabellón: CeNARD Árbitros: * Rubén Abelardo * Micaela Prado * Silvia Barraza |  |

### Final
| 5 de junio, 19:00 | Deportivo Berazategui                                           | 64–51                | Unión Florida                                                         | Ciudad de Buenos Aires                                                            |  |
|                   | Parciales: 22 - 13, 11 - 11, 6 - 14, 25 - 13                    |                      |                                                                       |                                                                                   |  |
|                   | Estadísticas Noelia Zinna 21 Agustina Leiva 15 Sofía Castillo 6 | Reporte Pts Reb Asts | Estadísticas 15 Carla Miculka 11 Natasha Spiatta 3 Florencia Martínez | Pabellón: CeNARD Árbitros: * Ezequiel Macías * Virginia Peruccini * Micaela Prado |  |

Club Deportivo Berazategui

Campeón

Primer título